# Нечаєв Леонід Олексійович
Леоні́д Олексі́йович Неча́єв (рос. Леонид Алексеевич Нечаев; *3 травня 1939, Москва, Російська РФСР — †23 січня 2010, Москва, Росія) — радянський, білоруський і російський кінорежисер, сценарист. Заслужений діяч мистецтв РФ (1995). Народний артист Росії (2003).

## Біографічні відомості
У 1967 році закінчив режисерський факультет ВДІК (майстерня Якова Сегеля). Працював на творчому об'єднанні «Екран», де зняв низку хронікально-документальних фільмів.
Відомий як один із найкращих режисерів дитячих фільмів, які почав знімати у 1974 році. Його дебютом у цьому напрямі став знятий кіностудією «Беларусьфільм» фільм «Пригоди в місті, якого немає». Пропрацював на кіностудії 17 років, за цей час зняв 10 стрічок.
Серед його робіт такі фільми, як «Пригоди Буратіно», «Про Червону Шапочку», «Казка про Зоряного хлопчика», «Цвіркун за вогнищем», «Дюймовочка» та інші. У мінському музеї кіно творчості Нечаєва присвячено окремий зал.
У картинах Нечаєва знімалися актори: Ріна Зелена, Ролан Биков, Володимир Басов, Володимир Етуш, Євген Євстигнєєв, Микола Трофимов, Наталя Гундарєва, Олена Санаєва, Тетяна Пельтцер.
Знявся в декількох епізодичних ролях, брав участь у документальних фільмах.
Помер у Москві після інсульту. Похований на Домодєдовському кладовищі.
Був одружений 9 разів. Однією з дружин була режисерка-аніматорка студії «Київнаукфільм» Олена Баринова.

## Звання і нагороди[1]
- 1993 — Державна премія Російської Федерації за фільми «Пригоди Буратіно» (1975), «Про Червону Шапочку» (1977), «Рудий, чесний, закоханий» (1984), «Проданий сміх» (1981), «Безумна Лорі» (1991).
- 2003 — Народний артист Російської Федерації
- 2005 — Перший кавалер Ордена Буратіно (Леонід Нечаєв став першим кавалером Ордена Буратіно, заснованого творчим об'єднанням «Справжні друзі Буратіно» та адміністрацією муніципального освіти «Зеленоградский район» Калінінградській області, яким нагороджуються «діячі культури, учені, педагоги і інші дорослі, що досягли висот у вихованні у дітей і підлітків внутрішньої свободи, чистоти помислів, громадської активності, упевненості у власних силах».)
- 2007 — Фестиваль візуальних мистецтв «Орлятко» в Туапсе: Диплом «За яскравий музичний зміст і вдале використання спецефектів» («Дюймовочка» (2007)
- 2007 — МКФ слов'янських і православних народів «Золотий Витязь»: Приз «Бронзовий Витязь» за найкращий дитячий фільм («Дюймовочка» (2007)

## Фільмографія
- 1974 — Пригоди в місті, якого немає
- 1975 — Пригоди Буратіно
- 1976 — Еквілібрист (к/ст ім. О. Довженка)
- 1977 — Про Червону Шапочку
- 1979 — Прийміть телеграму в борг
- 1979 — Удаваний хворий
- 1981 — Проданий сміх
- 1983 — Казка про Зоряного хлопчика
- 1984 — Рудий, чесний, закоханий
- 1987 — Пітер Пен
- 1987 — Репетитор
- 1989 — Не залишай…
- 1991 — Божевільна Лорі (співавт. сцен. з В. Железниковим)
- 1997 — Солодка казка
- 2001 — Цвіркун за вогнищем
- 2007 — Дюймовочка (співавт. сцен.) та ін.